# Carl Orff Ensemble
Das Carl Orff Ensemble bestand als Instrumentalensemble an der Musikschule der Landeshauptstadt Hannover von 1983 bis 2013. Die Witwe Liselotte Orff (1930–2012) autorisierte 1995 das Ensemble unter der Leitung von Ulrich Ristau, den sie als werktreuen Interpreten der Ideen Carl Orffs ansah, zum Tragen des vollständigen Namens ihres Mannes. Nach dem Ausscheiden Ristaus im Jahre 2013 wurde das Ensemble 2014 in Orff Ensemble umbenannt.

## Geschichte
1983 gründete Ulrich Ristau, ausgebildeter Oboist und Musiklehrer der Musikschule Hannover, die erste Gruppe, die mit klassischen Orff-Instrumenten (Sopran-Glockenspiel, Alt-Glockenspiel, Sopran-Metallophon, Alt/Tenor-Metallophon, Bass-Metallophon, Sopran-Xylophon, Alt/Tenor-Xylophon, Bass-Xylophon, Schellentrommeln, Schellen, Schellenring, Holzblocktrommeln, Rasseln, Becken, Triangeln) sowie mit Blockflöten und Mundharmonika auf der Grundlage des Orff-Schulwerks musizierte. Im Jahre 1999 kam es durch Ulrich Ristau zu einer erweiterten Kooperation zwischen der Wilhelm-Busch-Schule (Hannover) und der städtischen Musikschule Hannover.
Die musikalische Grundausbildung der Grundschülerinnen (1.–4. Klasse) sowie der Unterricht der älteren Kinder und Jugendlichen des Ensembles basieren auf der Orff-Pädagogik, die den schnellen und unkomplizierten Zugang zu den Instrumenten auch ohne Notenkenntnisse ermöglicht. Die im fünfbändigen Orff-Schulwerk vorgeschlagenen Stücke arrangierte Ristau für die Bedürfnisse seiner Schüler neu. Sprache und Gesang, Rhythmus, Bewegung und Improvisation spielten tragende Rollen im Unterricht. Ristau nutzte das Verfahren der Solmisation und kombinierte diese gesungene Tonleiter mit einer mittels Handzeichen visualisierten Tonleiter nach John Curwen (1816–1880) auf der Basis der Taktsprache des Franzosen Aimé Paris (1798–1866). Ristau entwickelte für seine Arbeit eine „Mundharmonika-Schule und elementare Musiklehre“. Viele Schülerinnen blieben bis zur Volljährigkeit Mitglieder. Sie erlernten dabei, alle Instrumente zu spielen, und konnten außerdem solistisch weitere Instrumente (Tasten-, Seiten- und Blasinstrumente) einbringen. Das Repertoire umfasste neben den Stücken Carl Orffs auch Arrangements von Wolfgang Amadeus Mozart, Johann Pachelbel und von populärer Musik. Das Ensemble spielte in wechselnden Besetzungen mit rund 30 Kindern und Jugendlichen.
Zahlreiche Konzertreisen in Deutschland, in benachbarte Länder bis nach Korea wurden durch die Unterstützung durch die Stadt Hannover, die Firmen Hohner und Sonor und den Förderverein der Freunde und Förderer des Carl Orff Ensembles e.V. möglich. Die Ergebnisse der Arbeit wurden auf mehreren CDs publiziert.
Zu den regelmäßig stattfindenden Auftritten gehörten das „Offene Singen“, das über einhundertmal im Freizeitheim Hannover-Ricklingen stattfand, und das traditionelle Weihnachtskonzert in Zusammenarbeit mit der Weihnachtshilfe der Hannoverschen Allgemeinen Zeitung.
Die Arbeit Ristaus mit dem Gesamtensemble endete 2013. Ristaus Engagement an der Wilhelm-Busch-Schule lief bis 2018 stufenweise aus. Das Carl Orff Ensemble mit seiner einzigartigen Synthese aus Orffschem Instrumentarium und Mundharmonikaspiel auf der Grundlage des Orff-Schulwerks existiert seitdem in Hannover nicht mehr. Gegründet wurde „Harmonica Mundi“, eine Gruppe, in der das für den norddeutschen Raum untypische Mundharmonikaspiel erlernt werden kann.
Umfangreiches Material zum Leiter und zum Ensemble wird als Vorlass im Stadtarchiv Hannover unter der Signatur: StadtA H 3.NL.534 Nachlass Ristau (Vorlass) unter den Klassifikationspunkten Korrespondenz, Partituren, Druckschriften, Verschiedenes und Konzertreisen verwahrt. Es ist in der Niedersächsischen Archivdatenbank arcinsys zu recherchieren.

## Diskografie
- Mosaik, Label Sound Star-Ton (1994)[2]
- Tandem, Label Sound Star-Ton (1998)[2]
- Taktvoll, Label Sound Star-Ton (2010)[2]